# Parir al segle XXI
Parir al segle XXI és un webdocumental valencià dirigit per Claudia Reig l'any 2020 i produït per la companyia Barret Cooperativa amb el suport d'À Punt Mèdia i el Laboratori d'Innovació Audiovisual de RTVE, Lab RTVE.
És un format nadiu per a ordinadors, telèfon mòbil i tauleta, i està allotjat en una plataforma web lligada a les pàgines i aplicacions d'À Punt i de Televisió Espanyola. Compta en versions valenciana, castellana i anglesa. El projecte també incorpora un pòdcast.

## Sinopsi
El webdoc acompanya sis dones embarassades que acudeixen a l'hospital de la Plana, situat a Vila-real, per afrontar la fase final de la gestació i el part. Durant unes setmanes, s'assisteix a les classes prepart i a les consultes ginecològiques; posteriorment aplega el moment del part, i es tanca amb el postpart, quan la mare i el nadó apleguen a casa.
Durant tot el procés, la càmera entrevista les sis protagonistes, les quals conten els seus sentiments, vivències i reflexions a cada pas. Totes elles escullen un model d'embaràs i part respectuós i lliure de violència obstètrica, en el que la dona és qui posa les condicions mitjançant un document que recull les seues decisions sobre l'acompanyament a l'habitació, l'ús d'anestèsies i fàrmacs, el lloc del part... És, doncs, un exemple de bones pràctiques mèdiques.

## Interactivitat
En tant que webdocumental, el projecte de Barret Cooperativa és interactiu i permet, entre altres aplicatius, ampliar les informacions dels procediments mèdics mostrats en pantalla amb materials i vídeos complementaris a cura de facultatius. Una altra opció és variar entre la versió normal i una versió Covid-19 -interpretada per una de les embarassades- en que mostra com funciona aquest model en la pandèmia. Quant a multimèdia, la plataforma de Parir al segle XXI anima les gestants a emplenar el seu propi document d'embaràs respectuós o ofereix dades estadístiques sobre els naixements a l'Estat espanyol.

## Premis i reconeixements
Parir al segle XXI ha estat reconegut amb el Premi Webby i el Premi Webby del públic com a Millor Disseny Responsiu per a Dispositiu Mòbil. Va ser finalista al World Press Photo Digital Storytelling Contest, premi Online Journalism Awards en la categoria d'Excel·lència i Innovació en Narrativa Visual Digital per a sales de redacció menudes, entre d'altres.